# Moulin à café
 (décembre 2024).
Si vous disposez d'ouvrages ou d'articles de référence ou si vous connaissez des sites web de qualité traitant du thème abordé ici, merci de compléter l'article en donnant les références utiles à sa vérifiabilité et en les liant à la section « Notes et références ».
Pour les articles homonymes, voir moulin (homonymie).
Le moulin à café est un appareil qui permet de moudre des grains de café. Le passionné et collectionneur de moulins à café est un mylokaphephile. Les premiers moulins à café apparaissent au XVIIe siècle. 

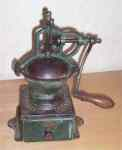
Moulin de comptoir.

## Histoire

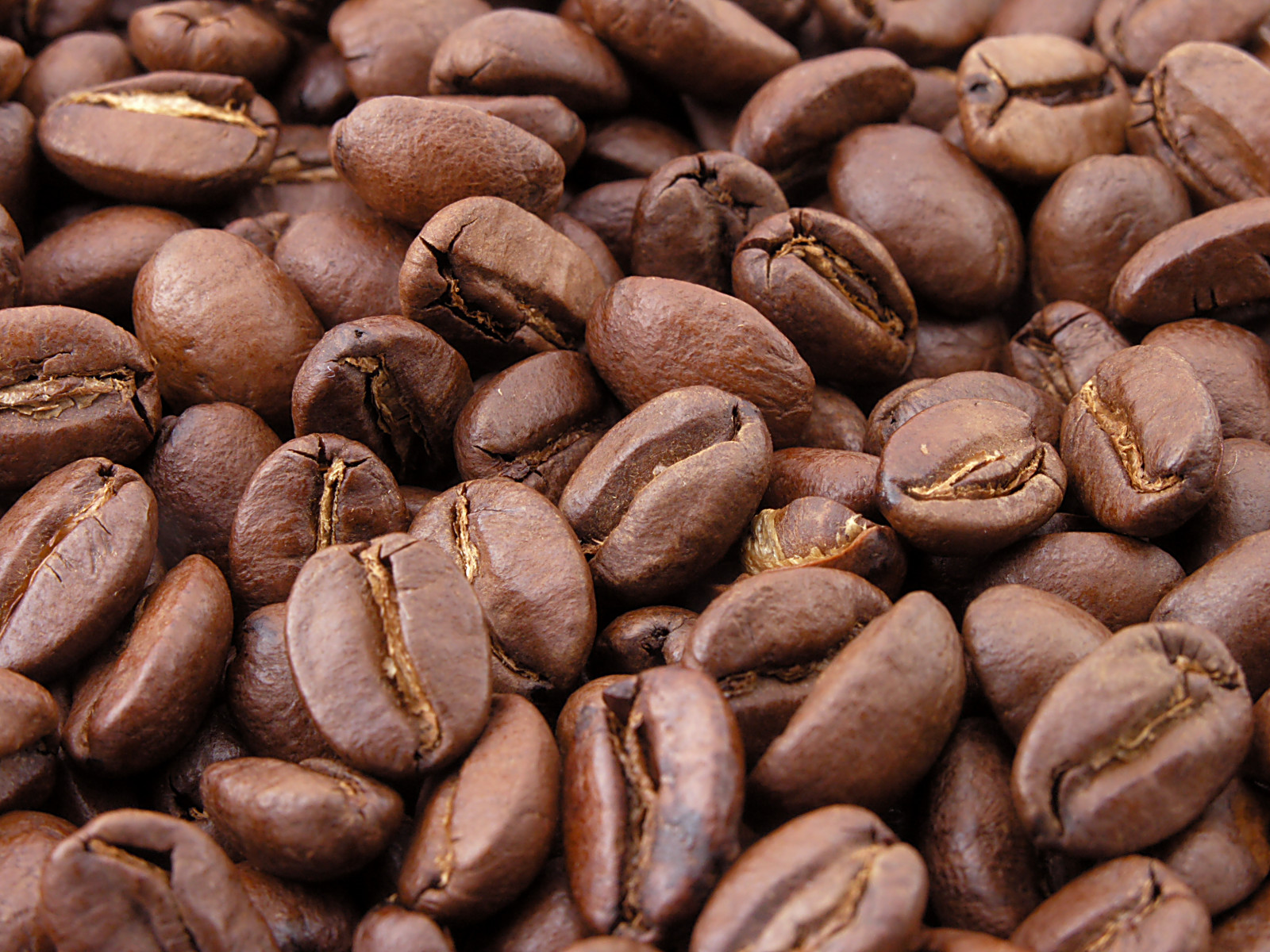
Grains de café torréfiés.

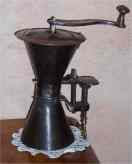
Moulin sablier début XIXe siècle.

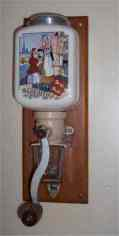
Moulin mural, Normandie.

L’arrivée du café en Europe au XVIe siècle implique la création d’un objet spécifique, le « moulin à café », permettant de broyer cette graine en conservant au maximum ses arômes.
Il apparaît rapidement que les moulins à épices sont partiellement adaptés. Pour broyer le café, la première méthode connue est l’utilisation d’un mortier avec des graines torréfiées.
Les premiers vrais moulins apparaissent en Europe et en Turquie en même temps au XVIIe siècle. En Turquie, les moulins sont composés d’un cylindre en cuivre ou en laiton. Ciselés ou ornés de pierres précieuses, ils sont dotés d'un mécanisme composé d’un axe vertical qui actionne une noix striée, et souvent d’une manivelle pliable qui se range dans le haut du moulin.
Les premiers moulins français sont des modèles de luxe pour les salons de la grande noblesse. Saint-Étienne sera un centre important de production de ces modèles exceptionnels, utilisant le savoir-faire de la mécanique de précision appliqué depuis longtemps dans la fabrication des armes. La plus belle collection de moulins à café de salon se trouve au musée Le Secq des Tournelles à Rouen en Normandie.
En France, les premiers moulins « de série » sont appelés « modèles Louis XIV ». Ils ont un corps taillé dans un seul morceau de bois. C’est pour cette raison qu’on les qualifie de monoxyle. Ils sont le plus souvent en noyer. Ils étaient fabriqués à la demande par les taillandiers ou les maréchaux-ferrants. À l’époque, ces moulins étaient des objets de luxe.
Au fur et à mesure du développement de la consommation de café, des moulins strictement fonctionnels font leur apparition vers le milieu du XVIIIe siècle. Ils sont en général équipés d’une patte de fixation permettant de les fixer à la table. Ce type de moulin est dit « moulin entonnoir » dans l’Encyclopédie de Diderot et d’Alembert en raison de leur forme.
Le modèle-star de l’époque est le modèle dit sablier. Il est composé de deux cônes reliés par une fixation à baïonnette. Il est équipé lui aussi d’un dispositif de fixation.
Les types de moulin sont très différents selon les régions où se développe le café, comme la Hollande, l’Espagne.
Le XIXe siècle, siècle de l’industrialisation, correspond à la vraie popularisation du café. La raison est aussi historique car le siècle débute en 1806 par un coup de force de Napoléon Ier, (dont le moulin personnel est un des plus célèbres de la collection Malongo) qui instaure le blocus contre toutes les marchandises britanniques. En représailles les Britanniques coulent les bateaux qui livrent des produits exotiques en Europe. Les stocks s’accumulent chez les producteurs. Après la bataille de Waterloo, ces stocks libérés provoquent un effondrement du cours du café.
Les fournisseurs développent alors les moulins de comptoir pour que chaque épicerie puisse fournir du café moulu à ses clients. Cette époque correspond aussi à la grande période du moulin à arbre horizontal. Il voit aussi une explosion des formes et des mécanismes. L’utilisation de l’acier permet l’avènement d’une vraie industrie du moulin à café.
Le XIXe siècle, c’est aussi la période pendant laquelle le moulin cubique va faire son apparition en s’imposant comme la meilleure solution pour un usage individuel. Le moulin flamand en bois à colonnette avec son bol ouvert, puis le moulin Peugeot en France à partir de 1840.
Le XXe siècle correspond à l’apogée mais aussi à la mort du moulin à café. L’aventure Peugeot avec un glorieux épisode de moulin mural, puis les moulins électriques jusqu’en 1975.[pas clair]

## Moulins à café Peugeot

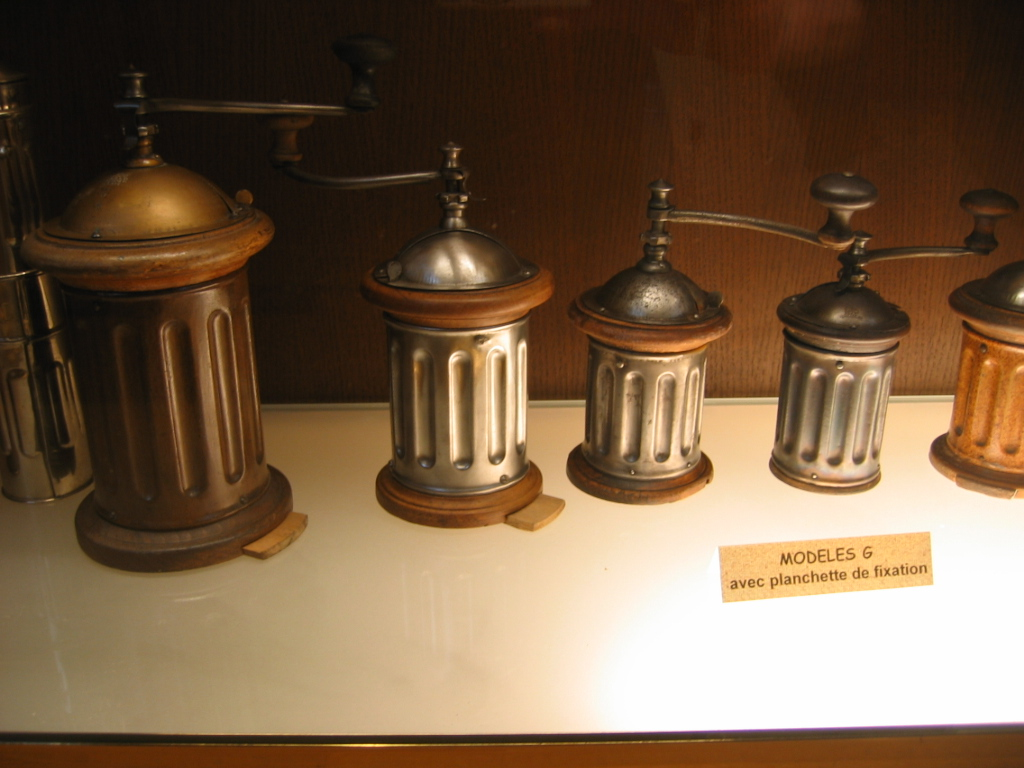
Moulin à café Peugeot- série modèle G

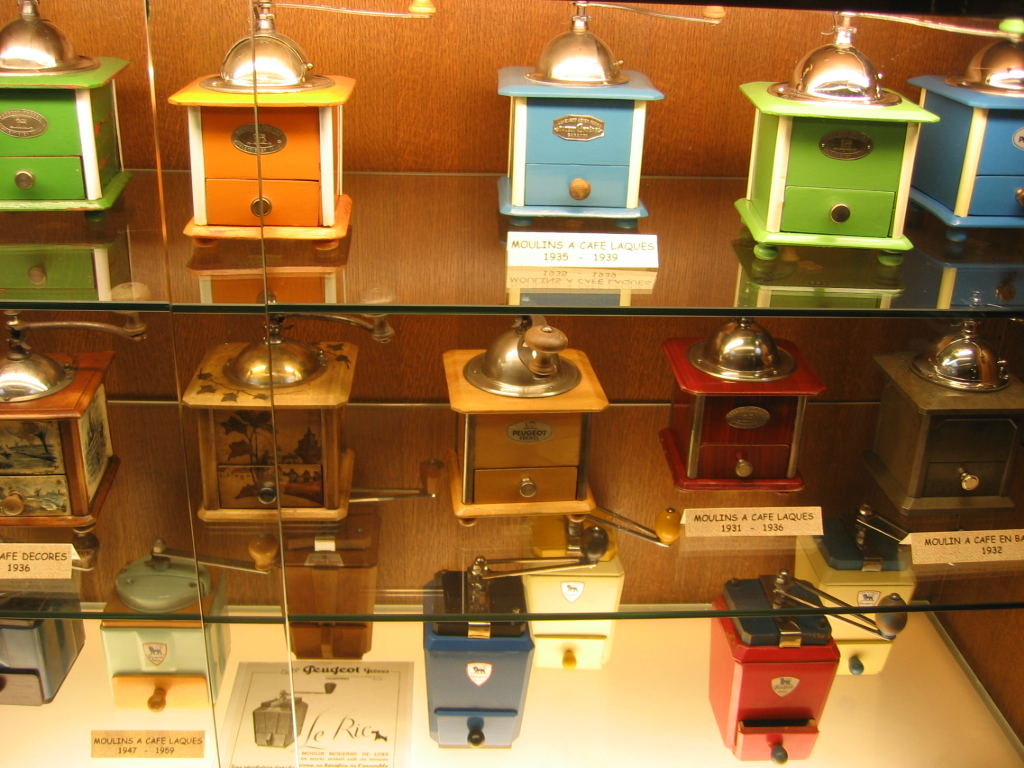
Moulin à café Peugeot.

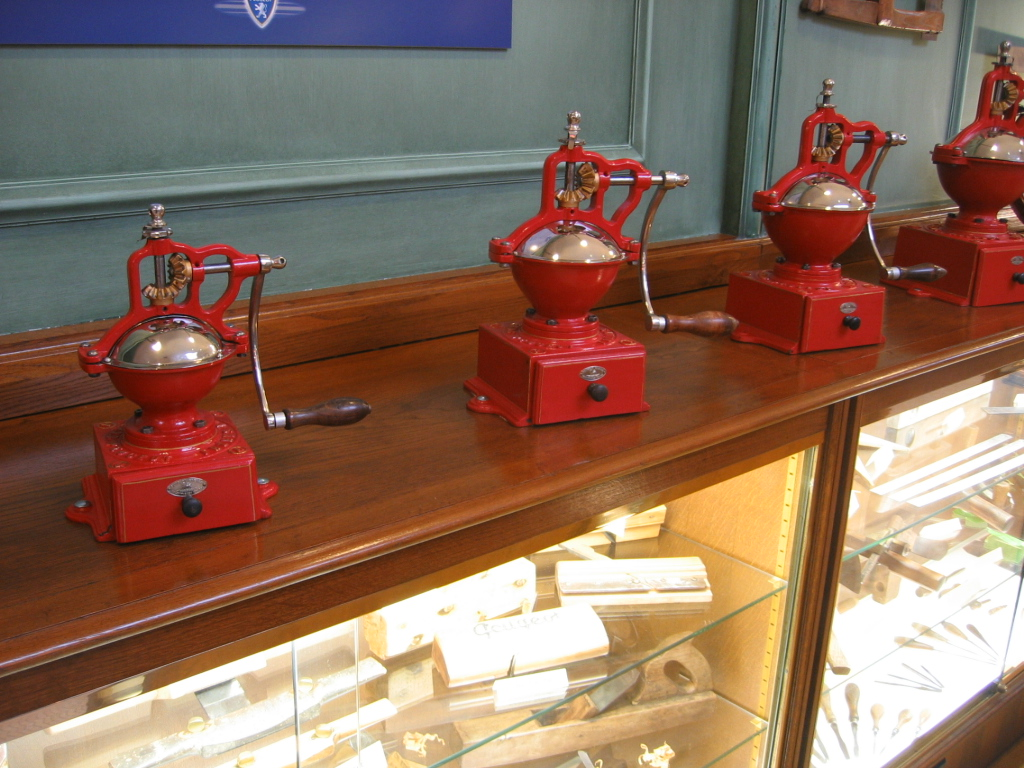
Moulin à café Peugeot.

Peugeot est notamment connu en France grâce à ses voitures, mais il a commencé au XIXe siècle par des moulins à café de ménage de forme cubique, qui sont toujours commercialisés.
Peugeot débute dans l'industrie des moulins à café vers 1840 dans le Doubs. La famille Peugeot, originaire du pays de Montbéliard, avait sur ses terres des moulins à eau qui ont marqué les emplacements des futures usines.
Jean-Pierre Peugeot (1734-1814) laisse en héritage à ses fils une teinturerie, une huilerie et un moulin. La Révolution française permet le rattachement du pays de Montbéliard à la France. Les deux fils aînés de Jean-Pierre Peugeot, Jean-Frédéric (1770-1822) et Jean Pierre (1768-1852) transforment le moulin du lieu-dit du Sous-Cratet en fonderie d'acier (1810) en s’associant avec Jacques Maillard-Salins. Cette usine fournit les horlogeries en ressorts d'acier, puis à partir de 1833, de la grosse quincaillerie, puis des scies à rubans, des outils.
À partir de 1840, elle lance un moulin à café cubique en bois, avec mécanisme intérieur en acier.
La trace la plus ancienne de vente de moulins à café remonte à 1840, selon les livres de compte de la société « Peugeot frères aînés », la firme principale ayant été fondée en 1832.
En 1846, ils forment une société en nom collectif « Peugeot aînés et Jackson frères », la production s'accroît et se diversifie. À la gamme d'outillage s'ajoutent des moulins à café. Des moulins cubiques ont leur tiroir bloqué à l'avant par une plaque en laiton fixée légèrement au-dessus du tiroir par une vis et portant l'inscription « Peugeot-Jackson-Pont-de-Roide Doubs », utilisée de 1866 à 1877.
Puis les raisons sociales se succèdent au fur et à mesure des modifications de statuts :
- « Peugeot aînés et Cie » avec même plaque de blocage, portant comme emblème un éléphant, de 1878 à 1893 ;
- « Peugeot et Cie » de 1894 à 1910, avec le même type de plaque qui, en plus du laiton, peut être en acier. Celle-ci peut être remplacée par une petite plaque classique, ne servant plus de bloque-tiroir, fixée par deux vis.

De 1910 à 1938, on ne trouve plus que des plaques fixes en laiton ou laiton nickelé, en losange aux angles arrondis, de deux tailles, toujours « À l'éléphant » et avec les inscriptions « Peugeot et Cie » « Pont-de-Roide, Doubs ». L’éléphant de Peugeot et Cie est l'équivalent du lion de « Peugeot frères ». De façon courante, on dit « Peugeot Pont-de-Roide » pour désigner ces moulins. Les deux sociétés sont regroupées en 1933 mais la production se poursuit sous chaque marque encore quelques années. Les moulins « Peugeot-Pont-de-Roide » sont moins nombreux que les « Peugeot frères ».
Ce sont les « Peugeot frères » qui ont donné aux moulins cubiques en bois leur notoriété et en ont fait le symbole du moulin à café. Les cubiques en bois ont été la plus importante production des moulins Peugeot. Ils existent en 56 modèles différents représentant 280 versions, si l'on différencie les essences de bois, les tailles, le matériau des calottes, les couleurs, les décors. Selon certains catalogues Peugeot frères ou Cie, les articles (outils à bois comme moulins à café) peuvent être classés dans deux types de qualité : la gamme de base nommée ODAX et la gamme supérieure avec une qualité renforcée est nommée LION.
Commencées en 1840, les ventes se sont poursuivies jusqu'en 1960 : « cent vingt années de fabrication qui témoignent de la qualité exceptionnelle de ces moulins », selon le catalogue général édité en 1993 par le musée Peugeot de Sochaux.
Les premiers moulins décorés, à dessins bleus ou polychromes, apparaissent en 1904, leur fabrication cessant en 1915. D'autres, d'un style différent, se font à partir de 1930. À partir de 1930, devant la multiplication des modèles bon marché, Peugeot produit des modèles standards, sans marque, pour les grands magasins, BHV, La Samaritaine, etc. Certains sont vendus à des grossistes qui apposent leur propre marque : J.L. Norly, Le Vainqueur, Dalto. Les modèles « belges » à trémie extérieure (bol fermé) avec ou sans colonnettes n'étaient vendus qu'à l'exportation.
Les « moulins silencieux » datent de 1938. Ils sont équipés d'une trémie en tôle absorbant les vibrations du mécanisme et supprimant toute déformation. La plaque la plus ancienne, datant de 1851, porte l’inscription « Peugeot Frères d’Hérimoncourt brevetée S.D.DU.G. ». C’est une petite plaque rectangulaire aux coins coupés, en laiton. En 1855, Hérimoncourt est remplacé par Valentigney. À partir de 1865, la plaque s’ovalise et à partir de 1880 apparaît le fameux lion Peugeot, dit « Lion sur flèche », de profil, debout, en marche sur ses quatre pattes, en équilibre sur une flèche. De 1910 à 1941, elle se fait aussi bien en laiton (jaune) ou en laiton nickelé. La plaque octogonale — sans lion — marquée Peugeot frères avec un croissant et « mouvement acier forgé » est apposée sur des moulins bon marché vendus en grands magasins, entre 1934 et 1936.
La décalcomanie fait son entrée en 1936. Elle décore un autocollant gris et ovale marqué, en noir, d'un lion sur flèche et des mots « Peugeot frères » (1936-1945). De 1938 à 1961, cet autocollant prend la forme d'un écu, assez large, aminci à partir de 1950.
Les manivelles sont en acier rond poli ou, à partir de 1890, nickelé sur les modèles de luxe. Les calottes en tôle sont peintes bronze ou vert, en laiton ou laiton nickelé. Le chargement se fait par l'arrière, jusqu'en 1935, par la droite ensuite jusqu'en 1960.
Entre 1932 et 1934, on voit des calottes nickelées à chargement par le devant. Entre 1935 et 1939, la calotte nickelée est à chargement par le côté. Peugeot a aussi commercialisé des moulins en tôle. Le premier apparaît dans le catalogue de 1872. Il s'en est fabriqué jusqu'en 1936, dont de nombreux sont peints façon bois, chêne ou noyer. Peugeot a réalisé aussi des moulins cylindriques, dits de voyage, de soldat, ou même « turcs » (modèle H), le modèle G étant le plus célèbre pour les collectionneurs.
Après la Première Guerre mondiale, Peugeot a eu le mérite de populariser le moulin mural de ménage. Peugeot a pris pour modèle des moulins américains du début du XXe siècle. Les premiers, en bois verni, ressemblent à de hautes boîtes rectangulaires généralement métalliques, en vente de 1920 à 1935.
En 1923, il commercialise les moulins muraux à trémie en faïence blanche ou décorée d'un moulin hollandais. Il ne s'agit plus d'une boîte compacte renfermant les trois parties du moulin à café. Sur une planchette en bois s'appuie une longue trémie rectangulaire, à arêtes arrondies, au-dessus d'un carter en aluminium, contenant le mécanisme broyeur, et sur lequel s'enclenche la manivelle. La mouture tombe dans un récipient en verre gradué dont les bords supérieurs glissent sous un support à rigoles. Le mécanisme, dit aussi mouvement, est en acier forgé. Le couvercle se fait en laiton ouvragé terminé par un gland, ou en laiton plat. Produite entre 1936 et 1961, la « gamme des provinces françaises », a particulièrement attiré l'attention, elle est composée de dix exemplaires en chromolithographies chaudement colorées.
La manivelle se modifie avec le temps. D'abord à une seule courbe, elle prend, après 1932, une forme en S ronde ou plate ajourée. À partir de 1955, elle est droite et cadmiée. À partir de 1932, le carter est en fonte. Les mouvements ont une telle réputation que de nombreux carters Peugeot KM9 équipent des modèles de différentes marques, avec des trémies de fabrication particulière. « Tous nos moulins sont silencieux », affirment alors les annonces publicitaires. Des trémies profilées, trapézoïdales, englobant le mécanisme, donnent une ligne moderne aux derniers moulins muraux, en faïence blanche en 1937-1938, en acier laqué de ton crème de 1948 à 1951, de ton blanc entre 1952 et 1955.